# Гейлер Техада, Лидия
Ли́дия Ге́йлер Теха́да (исп. Lidia Gueiler Tejada, 28 августа 1921, Кочабамба, Боливия — 9 мая 2011, Ла-Пас, Боливия) — боливийский государственный деятель, и. о. президента Боливии (1979—1980).

## Биография
Родилась в Кочабамбе в семье иммигранта из Германии и боливийки. Училась на бухгалтера.
Некоторое время была связана с троцкистской Революционной рабочей партией. В 1948 году вступила в партию Националистическое революционное движение. После прихода последней к власти после революции 1952 года избирается членом конгресса (1956—1964). Переворот 1964 года вынудил её отправиться в эмиграцию, где она провела последующие 15 лет. Здесь она присоединилась к Левой национально-революционной партии (Революционной партии левых националистов) Хуана Лечина, став вице-президентом Революционного левого фронта.
После возвращения в Боливию в 1979 году была избрана председателем Палаты депутатов Боливии (нижняя палата боливийского конгресса). На всеобщих выборах в июле того же года ни один из кандидатов не набрал необходимого количества голосов. В августе военные передали власть временному президенту Вальтеру Геваре. В ноябре власть захватил полковник Альберто Натуш, который, встретив всеобщее сопротивление, отказался от власти. 17 ноября исполняющей обязанности главы государства впервые в истории Боливии стала женщина — Лидия Гейлер Техада.
На июньских выборах 1980 года победил кандидат левых сил Эрнан Силес Суасо. Однако 17 июля армия совершила переворот, к власти пришёл её двоюродный брат и политический оппонент — генерал Луис Гарсия Меса Техада. В стране началась гражданская война. Гейлер Техада вновь была вынуждена покинуть страну и до падения военной диктатуры в 1982 году жила во Франции.
С середины 1980-х годов — на дипломатической работе:
- 1982—1983 гг. — посол в ФРГ,
- 1983—1986 гг. — посол в Колумбии,
- 1992—2001 гг. — посол в Венесуэле.

С 2001 года — в отставке.
В июне 2009 году была избрана почётным президентом фонда по правам человека в Боливии.